# Basílica Santuário de Nossa Senhora da Conceição do Bom Sucesso (Caconde)
A Basílica Santuário de Nossa Senhora da Conceição do Bom Sucesso é um templo e sede paroquial de mesmo nome, de jurisdição da Igreja Católica no município brasileiro de Caconde, no noroeste do estado de São Paulo. É a segunda paróquia mais antiga da Diocese de São João da Boa Vista e é dedicada à Nossa Senhora da Conceição do Bom Sucesso, tendo sido criada em 19 de março de 1775, por ordem de Dom Manuel da Ressurreição, terceiro bispo de São Paulo.

## História
A primeira Igreja Matriz de Caconde, bem como o primeiro povoado, localizava-se no atual bairro Bom Sucesso (a 14 km do atual centro da cidade). A paróquia de Caconde foi desmembrada da Paróquia de Nossa Senhora da Conceição do Campo de Mogi Guaçu e da Vigararia da Vara da Vila de São José de Mogi Mirim. Em 1820 a antiga matriz se encontrava em ruínas e para a restauração do povoado e criação de uma nova sede da cidade de Caconde, os moradores pediram uma nova provisão para a construção de uma nova matriz. A provisão foi dada por Dom Mateus de Abreu Pereira, bispo de São Paulo, em 28 de junho de 1820. O terreno para o patrimônio e construção da nova igreja foi doado a Nossa Senhora da Conceição por Miguel da Silva Teixeira e sua primeira esposa Maria Antônia dos Santos em 28 de dezembro de 1822. A provisão para o funcionamento litúrgico da nova igreja data de maio de 1824, entretanto, reza a tradição que a primeira missa em Caconde foi presidida, em 24 de dezembro de 1824, pelo Padre Carlos Luiz de Melo. Contudo, esta teria sido somente a missa de bênção e inauguração do altar da nova igreja, pois o padre Carlos tinha permissão para celebrar em casas particulares até o término de construção da nova igreja. Em 1828, a população de toda a Freguesia de Caconde contava em torno de 1.600 habitantes e a igreja já se compunha de capela-mor que já abrigava os fiéis. Esta primeira igreja possuía duas torres, três varandas na fachada, escadaria de pedra e um cruzeiro com um chafariz na frente.
A igreja matriz de Caconde passou por diversas reformas. No ano de 1921, em reforma feita pelo padre João Miguel De Angelis, a igreja aparece com uma torre central e possivelmente foi restaurada para a celebração do primeiro centenário de Caconde em 1924. Em 1939, a igreja aparece novamente com duas torres arredondas em estilo barroco, que foram inauguradas em 8 de dezembro daquele ano, na festa de Nossa Senhora da Conceição, padroeira da cidade. A última reforma teve início em 1953 com uma comissão de reforma presidida pelo padre Nivardo Fontenaggi e depois pelo padre Pedro Jarussi. O projeto de reforma era de autoria de professor Bruno Simões Magro da Escola Politécnica de São Paulo (que também trabalhara nas obras da Catedral da Sé Paulista). A reforma foi finalmente concluída pelo cônego Máximo Cid Vaquero, em 19 de março de 1975, quando a Paróquia de Caconde celebrou o seu bicentenário, na mesma ocasião a igreja foi sagrada, tornando-se assim, a primeira igreja sagrada na Diocese de São João da Boa Vista.

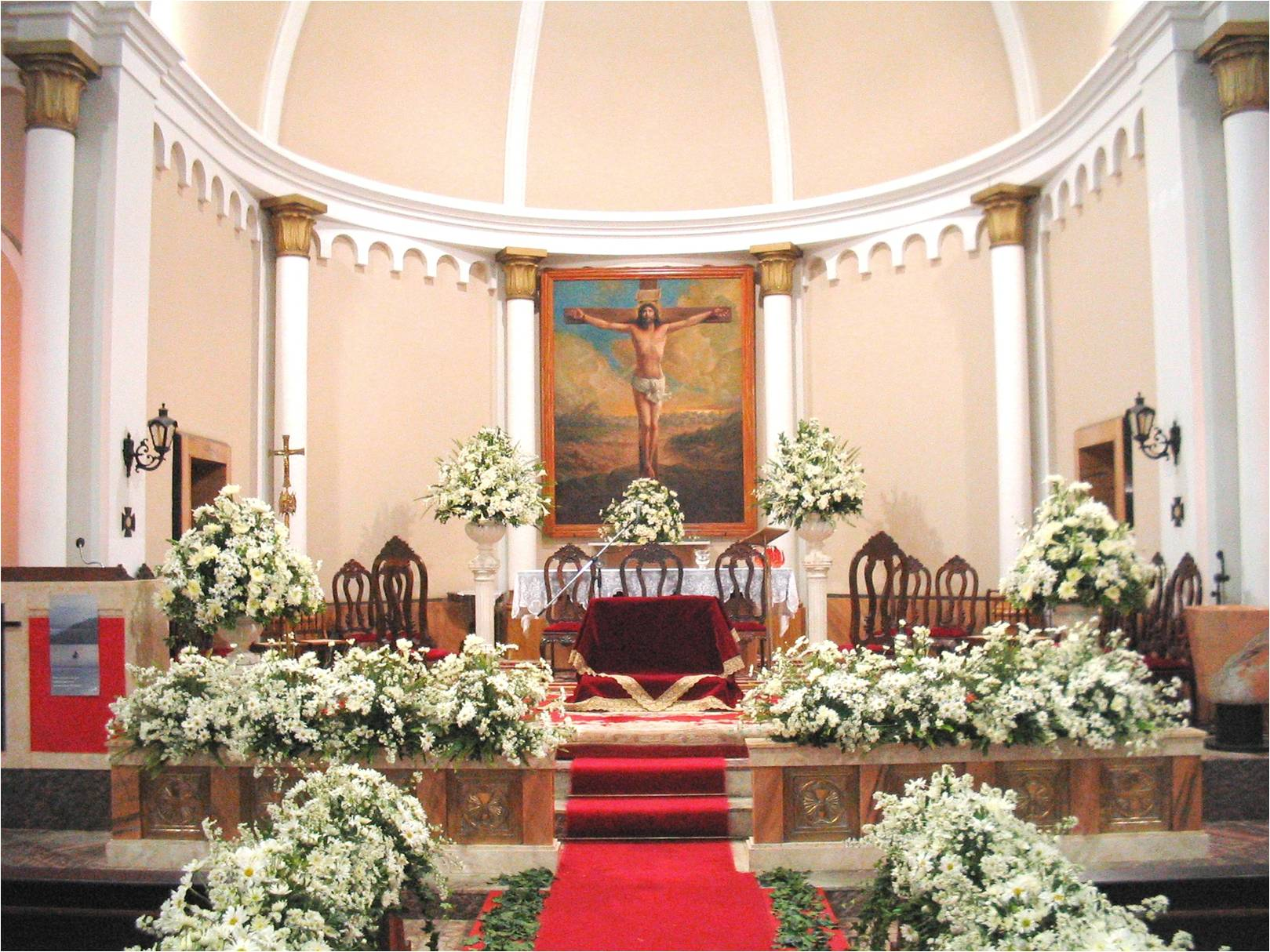
Altar Mor da Basílica

Sua elevação à Santuário data de 7 de dezembro de 2004, por decreto diocesano de Dom David Dias Pimentel, bispo de São João da Boa Vista. E a partir do dia 26 de outubro de 2006, passou a ter um "Vinculi Adfinitatis Spiritalis" (Vínculo de Afinidade Espiritual) perpétuo com a Sacrossanta e Papal Basílica de Santa Maria Maior em Roma, pelo qual, possui o indulto de Indulgências Plenárias de que goza a própria Basílica. O Santuário foi elevado à dignidade de Basílica Menor, em 12 de agosto de 2008, pelo Papa Bento XVI. Seu atual pároco-reitor é o padre José Ivan Rocha Gandolfi.
Guarda como fatos históricos relevantes ter sido realizada, em seu interior, em 8 de dezembro de 1828, a primeira eleição paroquial, na qual foram eleitas as primeiras autoridades locais. Em 1932, durante a Revolução Constitucionalista, os fiéis se abrigaram no interior da igreja, que foi atingida por projéteis das forças ditatoriais, a única vítima foi a imagem de São Roque, que teve o braço direito estilhaçado, este fato chocou a população cacondense que a partir de então, aclamou São Roque como "Protetor da Cidade". Até hoje, a maior festa religiosa e popular da cidade (Festa de Nossa Senhora da Conceição Aparecida) é feita também em louvor a São Roque. Nesta igreja, receberam o Sacramento do Batismo as principais personalidades cacondenses, como o ex-presidente da República Federativa do Brasil, Dr. Pascoal Ranieri Mazzilli e o pintor Edmundo Migliaccio, entre outros.

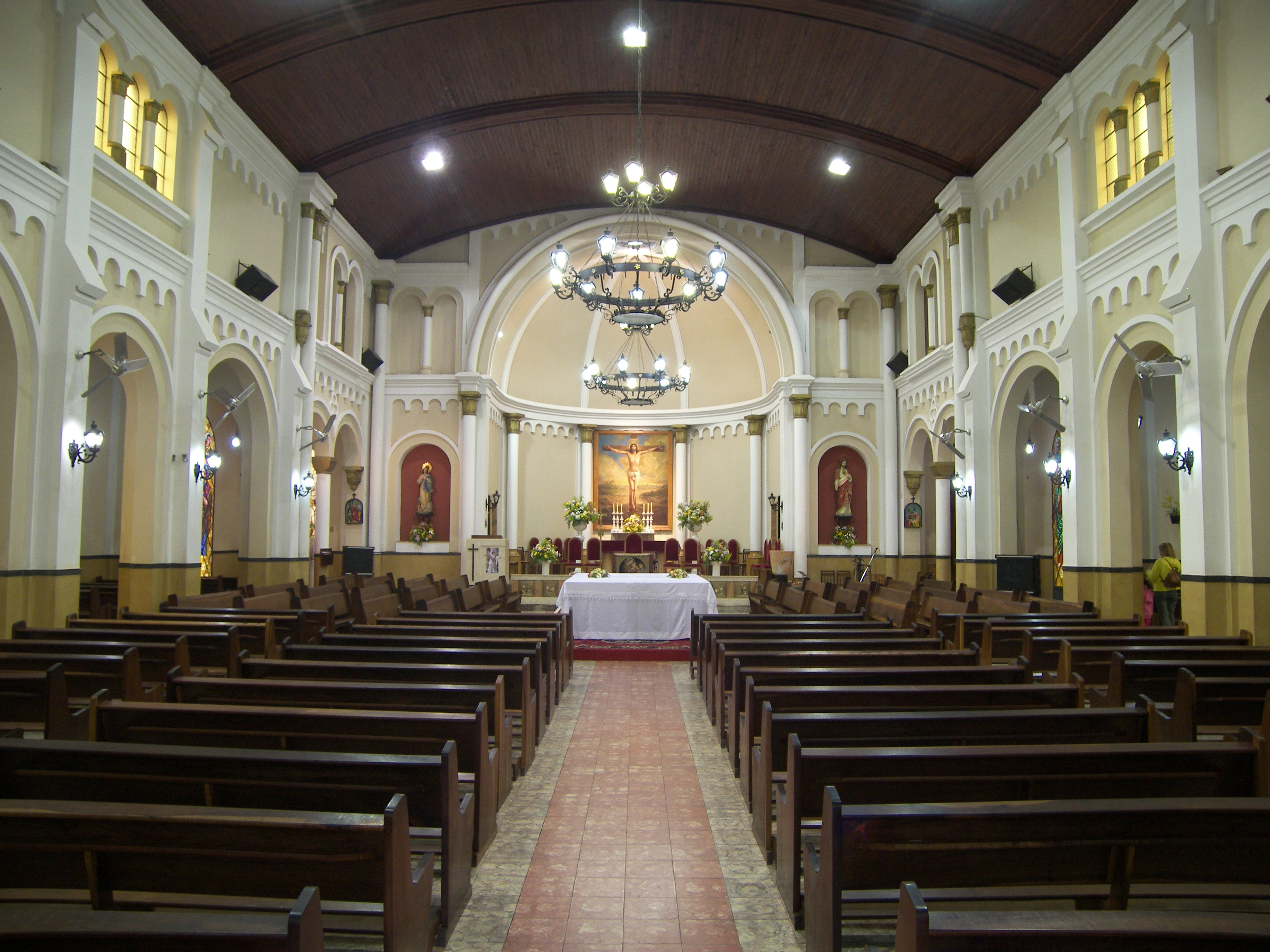
Interior da Basílica

No interior da Basílica encontram-se expostas três magníficas telas pintadas a óleo, em estilo clássico, figurando Jesus Crucificado, a Assunção de Nossa Senhora e Nossa Senhora da Conceição (padroeira de Caconde), pintadas pelo famoso pintor cacondense Edmundo Migliaccio, falecido professor do Liceu de Artes e Ofícios de São Paulo.
Em um dos nichos principais da Basílica se encontra a venerada imagem de Nossa Senhora da Conceição do Bom Sucesso, padroeira principal de Caconde e da Basílica. A imagem mede 50 cm e é esculpida em madeira policromada, em estilo barroco colonial típico do século XVIII, representando a Conceição Imaculada de Maria com seus tradições símbolos: a lua de prata, o globo terrestre, e anjos aos pés. Outra imagem bastante venerada pelo povo cacondense é a de Nossa Senhora das Dores, que é esculpida em estilo rococó e representa os mistérios dolorosos da vida de Maria Santíssima. No Altar-mor da Basílica são custodiadas as veneráveis relíquias dos Santos Mártires Donato e Pancrácio. Acima do nicho de Nossa Senhora da Conceição do Bom Sucesso está a Umbela Basilical, símbolo da união espiritual da Basílica com a Santa Sé Apostólica, e no altar, o Tintinábulo, símbolo da ligação espiritual da Basílica com o Pontífice Romano.